# ليونيل جوب
ليونيل جوب (بالإنجليزية: Lionel Job)‏ هو كاتب أغاني ومنتج أسطوانات وشاعر أمريكي، ولد في 23 يناير 1942.